# Phycitinae
De Phycitinae zijn een onderfamilie van vlinders in de familie snuitmotten (Pyralidae).

## Taxonomie
De volgende taxa worden bij onderfamilie ingedeeld:
- Geslachtengroep Anerastiini Ragonot, 1885
- Geslachtengroep Cabniini Roesler, 1968
- Geslachtengroep Cryptoblabini Roesler, 1968
- Geslachtengroep Phycitini Zeller, 1839[1]